# Neophoenix matoposensis
Neophoenix matoposensis là một loài rêu trong họ Pottiaceae. Loài này được R.H. Zander & During mô tả khoa học đầu tiên năm 1999.